# Courcelles-sur-Vesle
Courcelles-sur-Vesle település Franciaországban, Aisne megyében. Lakosainak száma 348 fő (2022. január 1.). Courcelles-sur-Vesle Braine, Brenelle, Cys-la-Commune, Dhuizel, Limé, Paars, Quincy-sous-le-Mont, Saint-Mard és Vauxtin községekkel határos.

## Népesség
A település népességének változása:
| Lakosok száma | 260  | 222  | 270  | 321  | 365  | 361  | 350  | 346  | 340  | 348  |
|               | 1968 | 1982 | 1990 | 2006 | 2013 | 2015 | 2017 | 2019 | 2020 | 2022 |